# コミカンソウ属
コミカンソウ属（Phyllanthus）はコミカンソウ科（従来の分類ではトウダイグサ科に入れる）の属。800種前後を含む大きな属である。
世界の熱帯・亜熱帯を中心に広く分布する。日本には12種ほどがあり、草本としては道端などによく見られるコミカンソウのほか、ヒメミカンソウ（P. ussuriensis）、帰化種のナガエコミカンソウ（ブラジルコミカンソウ）、また木本としては西日本にコバンノキ（P. flexuosus）、南西諸島にハナコミカンボクなどが生育する。
21世紀に入ってからコミカンソウ属に同じ科のタカサゴコバンノキ属（Breynia）やカンコノキ属（Glochidion）などを統合しようとする動きが見られる（参照: #分類）。

## 分類
分子系統学的研究論文である Kathriarachchi et al. (2006) ではコミカンソウ科のオオシマコバンノキ属（Breynia）、カンコノキ属（Glochidion）、Reverchonia属、アマメシバ属（Sauropus）はコミカンソウ属の派生的な1系統に含まれるという学説が発表され、側系統群である旧来のオオシマコバンノキ属やカンコノキ属などを依然認め続けたり旧来のコミカンソウ属を20を超えるクレードに分割したりするぐらいであれば、これらをコミカンソウ属に含めた方がましであろうという見解が示された。これによりコミカンソウ属の植物は400種以上増え、コミカンソウ属は1000種を超す巨大なクレードとなる。福島大学共生システム理工学類の黒沢高秀は左記の論文等を受けてオオシマコバンノキ属、カンコノキ属、アマメシバ属をコミカンソウ属に含めることは広く受容されていると判断し、また将来的な平凡社の『日本の野生植物』改訂も見据え、日本産のオオシマコバンノキ属やカンコノキ属植物の分類名をコミカンソウ属下のものとするよう見直し、一部の種に関しては新たな分類名を発表した。キュー植物園の World Checklist of Selected Plant Families の分類に関する見解を受けてまとめられたデータベースである Govaerts (2019) においては依然オオシマコバンノキ属やカンコノキ属はコミカンソウ科の属として認められているが、日本産の種に関してはウラジロカンコノキ・カンコノキ・ツシマカンコノキの3種に限り黒沢による新たな分類名が受容、もしくは黒沢と同じく既存のコミカンソウ属に置かれた分類名が受容されている（詳細はカンコノキ属#代表的な種を参照）。

## 性質
草本、木本、またつる性、浮遊性の水草（P. fluitans）、幹が多肉化した種（P. mirabilis）、偏平の葉状茎を持ち葉は退化した種（P. angustifolius）など、生態・形態的に様々な種を含む。一般的な特徴としては、直立した幹（茎）から横または斜め上に小枝を伸ばし、小枝には2列に多数の葉を互生し、小枝が羽状複葉のように見えるものが多い。一部の種（コミカンソウなど）の葉は就眠運動をする。花は単性で、子房上位、花弁はなく、小枝につく。雌雄同株または異株。果実は蒴果または液果。

## 利用
一部は観賞用あるいは庭木として栽培される。ユカン（別名: アムラ、アンマロク、マラッカノキ; P. emblica）やアメダマノキ（別名: チエルマイ (マレー語: cermai); P. acidus; シノニム: Cicca acida）、P. acuminatus などは果実が食用にされる。また薬用に用いられるものもある。

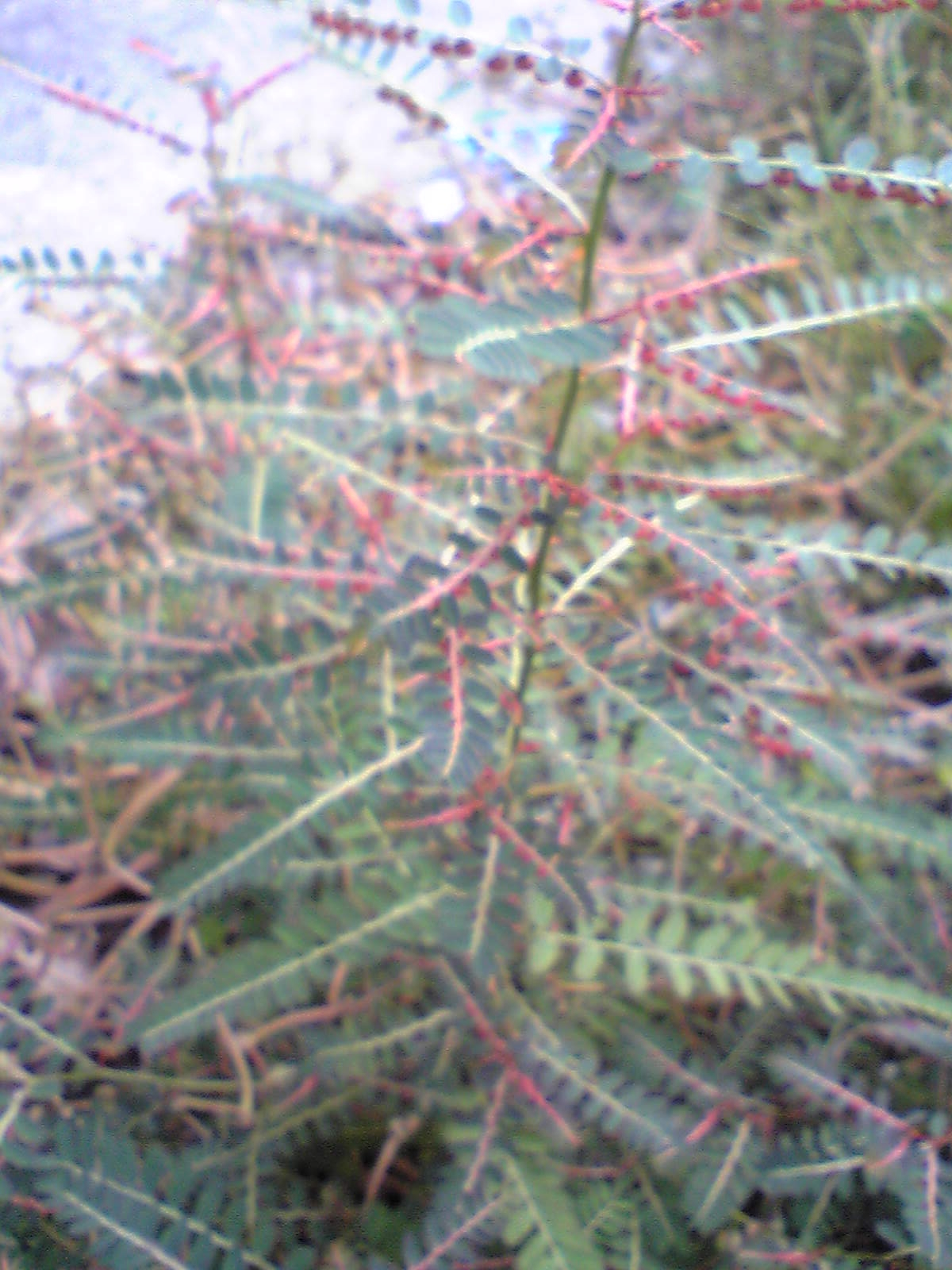
コミカンソウ

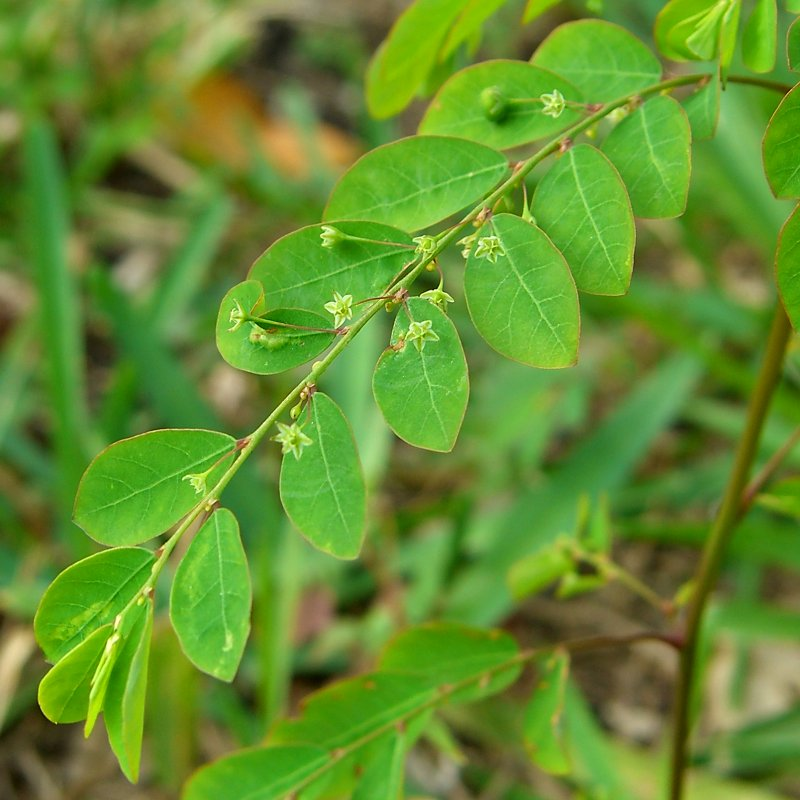
ナガエコミカンソウ